# 1972 في الإمارات العربية المتحدة
فيما يلي قوائم الأحداث التي وقعت خلال عام 1972 في الإمارات العربية المتحدة.

## أحداث
- 14 مارس – رحلة ستيرلنج إيروايز 296

## مواليد

### فبراير
- 18 فبراير – خالد القاسمي سائق رالي إماراتي.

### أبريل
- 30 أبريل – عبد الله بن زايد آل نهيان سياسي إماراتي.

### أكتوبر
- 27 أكتوبر – إسماعيل راشد لاعب كرة قدم إماراتي.

### ديسمبر
- 12 ديسمبر – جمعة راشد لاعب كرة قدم إماراتي.
- 22 ديسمبر – علي البدواوي

## وفيات

### يناير
- 1 يناير – خالد بن محمد القاسمي (مواليد 1927)